# Walk of Shame
Walk of Shame is een Amerikaanse komische film uit 2014 van Steven Brill met in de hoofdrollen onder meer Elizabeth Banks en James Marsden.

## Verhaal
Wanneer journaliste Meghan Miles (Elizabeth Banks) gedumpt wordt door haar verloofde en een promotie aan haar neus voorbij ziet gaan, verdrinkt ze haar zorgen tijdens een avondje uit met haar vriendinnen (Gillian Jacobs en Sarah Wright), dat eindigt in een onenightstand met barkeeper Gordon (James Marsden). Terwijl ze bij hem is, wordt ze uitgenodigd voor een sollicitatiegesprek voor haar droombaan, slechts zo'n acht uur later. In haar haast sluit ze zichzelf buiten en gaat er nog meer mis. Zonder geld en telefoon en gekleed in een knalgeel, strak jurkje moet ze zich zien te redden in een onveilig deel van Los Angeles. Op haar pad komen onder meer twee agenten en een trio vriendelijke drugsdealers.

## Rolverdeling
| Acteur            | Personage    | Opmerkingen         |
| ----------------- | ------------ | ------------------- |
| Elizabeth Banks   | Meghan Miles | journaliste         |
| James Marsden     | Gordon       | barkeeper           |
| Gillian Jacobs    | Rose         | vriendin van Meghan |
| Sarah Wright      | Denise       | vriendin van Meghan |
| Ethan Suplee      | agent Dave   |                     |
| Bill Burr         | agent Walter | collega van Dave    |
| Lawrence Gilliard | Scrilla      | crackdealer         |
| Alphonso McAuley  | Pookie       | crackdealer         |
| Da’vone McDonald  | Hulk         | crackdealer         |